# Globba substrigosa
Globba substrigosa är en enhjärtbladig växtart som beskrevs av George King och John Gilbert Baker. Globba substrigosa ingår i släktet Globba och familjen Zingiberaceae. IUCN kategoriserar arten globalt som livskraftig. Inga underarter finns listade i Catalogue of Life.